# Surbajny
Surbajny [surˈbai̯nɨ] (tiếng Đức Sorbehnen) là một ngôi làng thuộc khu hành chính của Gmina Zalewo, thuộc hạt Iława, Warmian-Masurian Voivodeship, ở miền bắc Ba Lan. Nó nằm khoảng 4 kilômét (2 mi) phía đông Zalewo, 28 km (17 mi)     phía bắc Iława và 56 km (35 mi) về phía tây của thủ đô khu vực Olsztyn.